# Gil Braltar
Gil Braltar est une nouvelle humoristique de Jules Verne, parue en 1887.

## Historique
La nouvelle est écrite en 1886 et paraît en édition préoriginale dans le Petit Journal (supplément du dimanche), daté du 2 janvier 1887, avant d'être reprise la même année à la suite du Chemin de France dans la série des Voyages extraordinaires chez Hetzel.

## Résumé
Un hidalgo dément, du nom de Gil Braltar, partage la vie de troglodyte des monos de l'île. Son rêve est de reprendre le rocher aux Anglais. Il lance sa troupe de singes à l'assaut de la garnison, commandée par le général Mac Kackmale. Ce dernier, être hideux et simiesque, en prenant la tête des attaquants, réussit à leur faire regagner leurs demeures.

## Personnages
- Mac Kackmale, général anglais, commandant de la garnison de Gibraltar.
- Gil Braltar, hidalgo dément.
- Soldats anglais de la garnison de Gibraltar.
- Monos, singes du Rocher.